# Nguyễn Mạnh Lân
Nguyễn Mạnh Lân (sinh 4 tháng 1 năm 1943 - mất 31 tháng 12 năm 2021) là nhà quay phim, đạo diễn điện ảnh Việt Nam. Ông được biết đến với bộ phim Bao giờ cho đến tháng Mười. Nguyễn Mạnh Lân từng là hiệu trưởng của trường Đại học Sân khấu - Điện ảnh Hà Nội.

## Tiểu sử
Nguyễn Mạnh Lân sinh ngày 4 tháng 1 năm 1943, quê quán tại Gia Lộc, Hải Dương.
Nguyễn Mạnh Lân là một trong những du học sinh đầu tiên của Việt Nam cử đi học chuyên ngành điện ảnh tại trường VGIK - Liên Xô cũ.
Vào đầu năm 1975, trong đoàn đoàn làm phim gồm 8 người được cử vào miền nam quay những thước phim về chiến dịch Hồ Chí Minh, trong số này có gồm Nguyễn Mạnh Lân với cai trò giáp viên cùng Trần Thế Dân, và Lê Đăng Thực, cùng với 5 sinh viên đang theo học nghề quay phim.  Các thước phim họ quay đươc sau đó được biên tập thành hai bộ phim tài liệu "Và mưa đã xóa nhòa dấu vết" và "Bóng mát rừng dừa" do Trần Thế Dân đạo diễn.
Năm 1984, nghệ sĩ Đặng Nhật Minh làm bộ phim Bao giờ cho đến tháng Mười, Nguyễn Mạnh Lân tham gia làm quay chính cho bộ phim này. Bao giờ cho đến tháng Mười sau đó thắng lớn tại Liên hoan phim Việt Nam lần thứ 7 với 7 giải thưởng, trong đó Nguyễn Mạnh Lân giành được giải Quay phim xuất sắc.

## Tác phẩm

### Phim
| Năm  | Tác phẩm                   | Vai trò   | Định dạng | Chú thích |
| ---- | -------------------------- | --------- | --------- | --------- |
| 1982 | Ai giận ai thương          | Quay phim | Điện ảnh  |           |
| 1984 | Bao giờ cho đến tháng Mười | Quay phim | Điện ảnh  | [ a ]     |
| 1989 | Phần đời không muốn nhớ    | Quay phim | Điện ảnh  |           |
| 1991 | Giông tố                   | Đạo diễn  | Điện ảnh  |           |
| 2011 | Chung một mái nhà          | Đạo diễn  | Dài tập   | [ 8 ]     |

### Ấn bản
- 2002 - Văn học dân gian và nghệ thuật tạo hình điện ảnh (đồng tác giả: Trần Duy Hinh, Trần Trung Nhàn)[9]

## Giải thưởng
| Năm  | Giải thưởng                       | Đề của                                          | Kết quả   | Tác phẩm                                         | Chú thích |
| ---- | --------------------------------- | ----------------------------------------------- | --------- | ------------------------------------------------ | --------- |
| 1985 | Liên hoan phim Việt Nam lần thứ 7 | Quay phim xuất sắc                              | Đoạt giải | Bao giờ cho đến tháng mười                       | [ 1 ]     |
| 2002 | Giải thưởng Hội Điện ảnh Việt Nam | Công trình lý luận phê bình (giải cho tác phẩm) | Giải B    | Văn học dân gian và nghệ thuật tạo hình điện ảnh | [ 10 ]    |